# Daltjärnarna, Jämtland
Daltjärnarna är en sjö i Åre kommun i Jämtland och ingår i Indalsälvens huvudavrinningsområde. Sjön har en area på 0,0719 kvadratkilometer och ligger 541,7 meter över havet.

## Delavrinningsområde
Daltjärnarna ingår i det delavrinningsområde (707023-136912) som SMHI kallar för Utloppet av Juvuln. Medelhöjden är 446 meter över havet och ytan är 115 kvadratkilometer. Räknas de 122 avrinningsområdena uppströms in blir den ackumulerade arean 1 764,7 kvadratkilometer. Avrinningsområdets utflöde Indalsälven mynnar i havet. Avrinningsområdet består mestadels av skog (60 procent). Avrinningsområdet har 37,45 kvadratkilometer vattenytor vilket ger det en sjöprocent på 32,5 procent.